# Разведряване
Разведряване (от френски 'détente', 'отпускане') е смекчаването на обтегнати отношения, предимно в международен политически план. Понятието често се използва за периода на затопляне в отношенията между СССР и САЩ през 70-те години на XX век по време на Студената война. В Съветския съюз разведряването е известно като ‘разрядка’ на руски (‘отпускане на напрежението’).
Периодът се характеризира с подписването на договори като САЛТ 1 и САЛТ 2, както и Споразуменията от Хелзинки. По отношение ролята на разведряването в процеса на постигане на мир, има известен дебат между историците. Въпреки това, то представлява първият опит в периода на Студената война, когато САЩ и СССР работят заедно за намаляване на международното напрежение, причинено от концепцията за взаимното гарантирано унищожение. Първите преговори за ограничение на стратегическото въоръжение (САЛТ 1) довеждат до споразумение между двете страни за временно прекратяване на производството на ядрени оръжия и ракети. Това е първата стъпка към разрешаване на един от най-важните въпроси, възпиращи всякакъв вид отношения между СССР и САЩ. Двете суперсили се споразумяват също да изградят директна гореща линия между Вашингтон и Москва, известна като „червеният телефон“, за бърза връзка между двете страни при спешност. Договорът САЛТ 2 от края на 70-те години продължава да работи по целите на САЛТ 1, осигурявайки и за в бъдеще намаляване на въоръжението. Заключителният акт от Хелзинки, в който СССР обещават свободни избори в Европа, е значителна отстъпка от страна на Съветския съюз за гарантиране на мира.
Разведряването приключва след съветската интервенция в Афганистан през 1979 г., която води до американски бойкот на Олимпийските игри в Москва 1980 г. С избирането на Роналд Рейгън за президент през 1980 г., чрез кампания основана на анти-разведряване, настъпва краят на периода на разведряването.

## Причини
Силите на НАТО и Варшавският пакт имат сериозни причини да се стремят към намаляване на напрежението. Леонид Брежнев и другите от съветското управлението считат, че икономическата тежест от надпреварата в ядреното въоръжаване е неоснователна. Американската икономика също е във финансово затруднение, след като Виетнамската война изцежда средствата на правителството по същото време, когато и Линдън Джонсън (донякъде и Ричард Никсън) се опитва да засили ролята на социалната държава.
Влошените отношения с Народна Република Китай, водещ до Китайско-съветски конфликт, причинява значителни грижи на Съветския съюз. От управлението имат опасения, че Китайско-Американския Алианс е срещу тях и считат за необходимо да подобрят отношенията си със САЩ. Разведряването в отношенията с Китай вече е ‘размразило’ американските възгледи за комунизма.
Груб паритет е бил постигнат в запасяването с ядрени оръжия при ясната възможност за взаимно гарантирано унищожение. Също така се появява и разбирането, че теорията за ‘относителните печалби’ по отношение на предсказуемите последици от войната, може вече да не е подходяща. Целта е ‘разумният среден път’.
Брежнев и Никсън се надяват, че подобрените отношения ще засилят популярността им на родна почва и ще подсигурят властта им.
Няколко анти-ядрени движения подкрепят разведряването. Последвалата Кубинска ракетна криза е пример за това, колко опасни стават отношенията между СССР и САЩ. Джон Кенеди и Никита Хрушчов се опитвали да избегнат риска от ядрена война, бивайки наясно, че ядреният арсенал на всяка от страните гарантира взаимно унищожение.

## Срещи и договори
Първото значимо събитие преди последвалите срещи и договори е изграждането на Гореща линия или „червени телефон“ – директна връзка между Кремъл и Белия дом на 20 юни 1963 г. Това създава доверие между двете страни и е предпоставка за развитие на процеса на разведряване. Следват серия срещи между лидерите на двете суперсили и подписване на договори, касаещи употребата на оръжие. Малко по-рано през 60-те години на 5 август 1963 г. е подписан Договор за частична забрана на опитите с ядрени оръжия. По-късно през същото десетилетие две основни стъпки към разведряването са Договор за неразпространение на ядрените оръжия и Договор за употреба на ядрено оръжие в космоса.
Най-важните договори се съставят едва при администрацията на Никсън след 1969 г. Политическият консултативен комитет на Варшавския договор изпраща предложение до Запада, призовавайки за среща по ‘сигурността и сътрудничеството в Европа’. Западът се съгласява и започват преговорите за действително намаляване на ядрените възможности на двете суперсили (на английски: Strategic Arms Limitation Talks, SALT). Това води до подписването на САЛТ 1 през 1972. Неговата цел е ограничаване на ядрения арсенал на всяка от страните, но споразумението бързо остарява след разработването на ракетите с разнопосочен обсег. Същата година са сключени и Конвенцията за биологично оръжие и Договорът за антибалистични ракети. През 1972 г. започват и преговорите за САЛТ 2. През юни 1973 г. Брежнев посещава Вашингтон за среща на върха, на която продължават дискусиите за дипломатическо сътрудничество и контрол на въоръжаването.
По време на Конференцията за сигурност и сътрудничество в Европа от 1975 г., се изготвят Хелзинкските споразумения, които представляват редица договори по въпроси на икономиката, политиката и човешките права. Инициативата е на СССР, включваща 35 страни от Европа. Сред дискутираните теми е и тази за нарушаването на човешките права в СССР. Съветската конституция пряко нарушава Всеобщата декларацията за правата на човека на ООН, като това става причина за ясното разделение между САЩ и СССР. Администрацията на Картър подкрепя групите в защита на човешките права в Съветския съюз, при което Леонид Брежнев обвинява САЩ във вмешателство във вътрешните работи. Това провокира засилена дискусия дали е допустима намесата на чужди страни при нарушаване на правата в дадена държава. Основните разногласия между демократичните и еднопартийните държави не позволяват постигане на съгласие на този въпрос. СССР защитава своите вътрешни политики по човешките права, като напада американската подкрепа за страни като ЮАР и Чили, известни със сериозните нарушения на правата на човека към онзи момент.
През юли 1975 г. експерименталният полет „Аполо“ – „Союз“ става първата интернационална космическа мисия, в която американски астронавти и двама руски космонавти провеждат съвместни експерименти. Тази мисия е предхождана от 5 години политически преговори и техническо сътрудничество, включително размяна на съветски и американски инженери между космическите центрове на двете страни.
През периода на разведряване значително се засилват и търговските отношения между блоковете. Западът изпраща големи количество зърно към СССР всяка година, за да подпомогне съветското селско стопанство, подчинено на колхозния строй.
На 3 януари 1975 г. след единодушен вот на двете камари на Конгреса президентът Джералд Форд подписва поправката Джаксън-Ваник, предназначена да обвърже търговските отношения между САЩ и страните с непазарна икономика (тогава се имат предвид страните от Източния блок) със спазването на човешките права. В Съветския съюз тази поправка е насочена към преодоляване на антисемитизма и по-точно на невъзможността руските евреи да емигрират свободно. С поправката се добавя и клауза към статута на най-облагодетелствана нация, според която никоя страна, отказваща емиграция на своите поданици, не може да получи този статут. Това на практика свързва геополитиката със спазването на човешки права.

## Продължаване на конфликтите
Със затопляне на преките отношения, напрежението между суперсилите във връзка със страните от Третия свят се увеличава. Държавите, участващи в конфликтите в Южна Азия и Близкия изток през 1973 г., биват подкрепяни чрез дипломатически и военни средства от съответните блокове. В Латинска Америка, САЩ продължават да блокират всякакви леви прояви в региона, като подкрепят десните военни преврати. През по-голямата част от ранното разведряване, Виетнамската война продължава да бушува. Никой от блоковете не се доверява на другия напълно, а потенциалът за ядрена война е постоянен. Всяка страна продължава да прицелва хиляди ядрени бойни глави на върха на междуконтинентални балистични ракети към градовете от двата блока, да поддържа подводници с ядрено оръжие на дълги разстояние в океаните, да държи хиляди самолети натоварени с ядрено оръжие в бойна готовност и да охранява постоянно границите в Корея и Европа с мащабни сухопътни сили. Усилията в шпионирането стават висш приоритет, разузнавателни сателити, дезертиране и измерителните сигнали са опити за спечелване на стратегическо предимство.

## Край на разведряването
Съветското нахлуване в Афганистан, което е с цел да ограничи съюзническите режими, води до сериозни критики на Запад и бойкот на Олимпиадата през 1980 г. в Москва. Джими Картър увеличава американския бюджет за отбрана и започва да финансира президента на Пакистан генерал Зия Ул Хак, който в замяна ще субсидира анти-съветските муджахидински бойци в региона.
На изборите за президент през 1980 г. се избира Роналд Рейгън, въз основа на кампанията му, противопоставящата се на направените отстъпки през периода на разведряване. Преговорите за САЛТ 2 са изоставени.

## Допълнителна информация
- Bowkerl, Mike & Williams, Phil. Superpower Detente: A Reappraisal. SAGE Publications (1988). ISBN 0-8039-8042-6.
- Gaddis, John Lewis. The Cold War. The Penguin Press (2005).
- Lapennal, Ivo. Human Rights: Soviet Theory and Practice, Helsinki and International Law. Eastern Press (1977).
- Suri, Jeremi. Power and Protest: Global Revolution and the Rise of Détente. Harvard University Press (2003).
- Sarotte, M. E. Dealing with the Devil: East Germany, Détente and Ostpolitik, 1969 – 1973. University of North Carolina Press (2001).